# Fussball Mannschaft Frisch Auf

Georg Black (Mitte) mit der Fahne von Frisch Auf beim Deutschen Turnfest 1913 in Leipzig

Die Fussball Mannschaft Frisch Auf war ein Fußballverein aus dem Norden von Porto Alegre, der Hauptstadt des südbrasilianischen Bundesstaates Rio Grande do Sul. Er wurde am 31. Mai 1909 vom Münchner Georg Black, einem ehemaligen Spieler von Grêmio Foot-Ball Porto Alegrense und sportbegeisterten Professor, gegründet. Die Mannschaft war eine Erweiterung des Deutschen Turnerbunds, der heutigen Sociedade de Ginástica de Porto Alegre (SOGIPA) der 1892 aus einer Fusion des 1867 vom Hamburgers Alfredo Schütt als Deutscher Turnverein gegründeten, späteren Deutscher Turnerbund-Schützenverein, mit dem 1887 abgespaltenen Turnklub hervorging.
Einen Monat vor der Gründung von Frisch Auf wurde der SC Internacional ins Leben gerufen. Bereits 1903 entstanden Grêmio und dessen Hauptrivale Fussball Club Porto Alegre, die ebenso auf deutschmigrantische Initiativen zurückgingen.
Etwa ein Jahr lang spielte Frisch Auf ohne eigenes Spielfeld. 1910 war Frisch Auf neben Grêmio, Internacional, Fussball, 7 de Setembro, Colégio Militar und Nacional Mitbegründer der Liga Portoalegrense de Foot-Ball. Im selben Jahr wurde vom damalige Präsident des Turnerbundes Jacob Aloys Friedrichs und Professor Georg Black mit Unterstützung des Deutschen Hilfsvereins und einer Gruppe von Freiwilligen, die sich „Freunde des Stadions“ nannten, ein Grundstück des Kaufmanns Carlos Daudt im Stadtteil São João im Norden von Porto Alegre erworben. 1944 wurde dort das heute noch bestehende Estádio José Carlos Daudt der SOGIPA erbaut. Das Stadion half dem Turnerbund viele neue Sportarten wie beispielsweise auch Faustball, dass 1906 von Georg Black selbst in Porto Alegre eingeführt wurde, zu betreiben.
Die ersten Fußballspiele von Frisch Auf wurden dort 1912 gegen Grêmio Foot-Ball Porto Alegrense ausgetragen. Frisch-Auf nahm 1912 an den offiziellen Stadtmeisterschaften teil. 1914 begründete Frisch Auf mit Grêmio und SC Americano die Associação de Foot-Ball Porto Alegrense (AFBPA). 1915 wurde die Mannschaft Meister der Reservemannschaften und gewann im selben Jahr auch die von der AFBPA organisierte Meisterschaft der zweiten Liga.
Aufgrund des Ersten Weltkriegs wurden die Spieler von Frisch Auf wegen ihres Bezuges zu Deutschland sehr stark angefeindet. Meist blieb es bei Beschimpfungen. 1917 beim Spiel gegen den populären Verein Clube Porto-Alegrense stürmten schließlich mit Stöcken und leeren Flaschen bewehrte Zuseher das Spielfeld und es kam zu schweren Handgreiflichkeiten. Das war auch ein allgemeiner Ausdruck von Meinungsverschiedenheiten zwischen Luso-Brasilianern und Deutschen, die mit der Herausbildung eines brasilianischen Nationalgefühls zusammenhingen. Der Vorstand des Turnerbundes zog bald darauf die Mannschaft vom Spielbetrieb zurück.
Am 17. November beschlossen Mitglieder der F.B.M. Frisch Auf an deren Stelle den Verein Grêmio Sportivo Rio Grandense mit Gustavo Carls als Präsidenten zu begründen. Am 20. November beschloss die Federação Sportiva Rio-Grandense einstimmig per Akklamation Frisch Auf auszuschließen. Es wurde weiters entschieden, „eine Liste von Vereinsmitgliedern zu erstellen, um zu verhindern, dass sie Mitglied in föderierten Vereinen werden, da sie als verdächtig für unsere patriotische Sache angesehen werden.“ Ferner wurde beschlossen, von der Mitteilung zur Namensänderung keine Kenntnis zu nehmen.
1920 trat die Mannschaft noch einmal indirekt in Erscheinung, nachdem Grêmio von der Meisterschaft der Associação Porto-Alegrense de Desportos disqualifiziert wurde, nachdem drei frühere Frisch-Auf-Spieler bei ihnen mitwirkten, die nicht, wie damals notwendig, erst ein halbes Jahr nur in Privatspielen mitspielten, bei der Meisterschaft zum Einsatz kamen.

## Wettbewerbsteilnahmen
- Liga de Foot-Ball Porto-Alegrense: 1910, 1913, 1914
- Associação de Foot-Ball Porto-Alegrense: 1915
- Federação Sportiva Rio-Grandense, Zweite Liga: 1916, 1917